# Ishak Boussouf
Ishak Boussouf (en arabe : إسحاق بوصوف), est un footballeur algérien né le 22 août 2001 à Mila en Algérie. Il évolue au poste d’ailier droit au CR Belouizdad.

## Biographie
Au cours de la saison 2019-2020, Boussouf commence sa carrière avec l'équipe première de l’ES Sétif et son premier match en Ligue 1 à lieu contre le NA Hussein Dey débutant en tant que remplaçant il rentre en jeu et délivre une passe décisive pour Mohamed Souibaâh lors d'une défaite 4-3.
Avec la possibilité de partir s'il recevait une offre officielle d'une équipe européenne à la fin de la saison. Une semaine après, Boussouf marque ses premiers buts contre le MC Alger lors d'une victoire 2-1.
En octobre 2020, Boussouf rejoint l'équipe belge de Lommel SK pour un contrat de cinq ans. Boussouf est blessé à son arrivée, et a dû attendre le 13 mars 2021 pour faire ses débuts, il fait ses débuts contre le KVC Westerlo et son deuxième match contre Lierse SK où il a eu une opportunité de but en faisant une passe à un coéquipier.
Après une saison en prêt, Boussouf a rejoint le CR Belouizdad en contrat permanent en juillet 2023, signant un contrat de deux ans .

## Statistiques

### En club
| Saison                | Club                  | Championnat           | Championnat | Championnat | Championnat | Coupe(s) nationale(s) | Coupe(s) nationale(s) | Coupe(s) nationale(s) | Compétition(s) continentale(s) | Compétition(s) continentale(s) | Compétition(s) continentale(s) | Compétition(s) continentale(s) | Autres compétitions | Autres compétitions | Autres compétitions | Autres compétitions | Total | Total | Total |
| Saison                | Club                  | Division              | M.          | B.          | P.d.        | M.                    | B.                    | P.d.                  | Comp.                          | M.                             | B.                             | P.d.                           | Comp.               | M.                  | B.                  | P.d.                | M.    | B.    | P.d.  |
| 2019-2020             | ES Sétif              | Ligue 1               | 10          | 1           | 1           | 2                     | 1                     | 1                     | -                              | -                              | -                              | -                              | -                   | -                   | -                   | -                   | 12    | 2     | 2     |
| 2020-2021             | Lommel SK             | Divison 1B            | 5           | 0           | 0           | -                     | -                     | -                     | -                              | -                              | -                              | -                              | -                   | -                   | -                   | -                   | 5     | 0     | 0     |
| 2021-2022             | Lommel SK             | Divison 1B            | 9           | 1           | 2           | 3                     | 0                     | 0                     | -                              | -                              | -                              | -                              | -                   | -                   | -                   | -                   | 12    | 1     | 2     |
| Sous-total            | Sous-total            | Sous-total            | 14          | 1           | 2           | 3                     | 0                     | 0                     | -                              | -                              | -                              | -                              | -                   | -                   | -                   | -                   | 17    | 1     | 2     |
| 2022-2023             | CR Belouizdad         | Ligue 1               | 18          | 0           | 2           | 3                     | 2                     | 0                     | C1                             | 2                              | 0                              | 0                              | -                   | -                   | -                   | -                   | 23    | 2     | 2     |
| 2023-2024             | CR Belouizdad         | Ligue 1               | 25          | 3           | 3           | 5                     | 0                     | 0                     | C1                             | 5                              | 0                              | 0                              | UAFA                | 3                   | 0                   | 0                   | 38    | 3     | 3     |
| 2024-2025             | CR Belouizdad         | Ligue 1               | 3           | 0           | 0           | -                     | -                     | -                     | C1                             | 5                              | 1                              | 0                              | -                   | -                   | -                   | -                   | 8     | 1     | 0     |
| Sous-total            | Sous-total            | Sous-total            | 46          | 3           | 5           | 8                     | 2                     | 0                     | -                              | 12                             | 1                              | 0                              | -                   | 3                   | 0                   | 0                   | 69    | 6     | 5     |
| Total sur la carrière | Total sur la carrière | Total sur la carrière | 70          | 5           | 8           | 13                    | 3                     | 1                     | -                              | 12                             | 1                              | 0                              | -                   | 3                   | 0                   | 0                   | 98    | 9     | 9     |

## Palmarès

### Palmarès en club
| CR Belouizdad (2) |
| --- |
| - Ligue 1 (1) : - Champion : 2023 - Vice-champion : 2024 - Coupe d'Algérie (1) : - Vainqueur : 2024 - Finaliste : 2023 |